# Bladmage

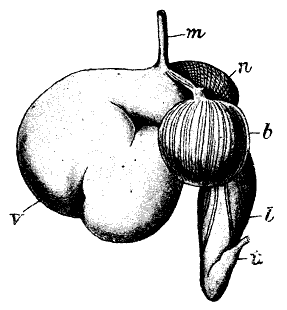
Magen hos idisslare (m - matstrupens slut, v - vommen, n - nätmagen, b - bladmagen, l - löpmagen, t - tunntarmens början).

Bladmagen är också Veterinärmedicinska föreningens medlemstidning.
Bladmagen, omasum, är den sista av de tre förmagarna hos idisslare.
De olika magdelarna hos idisslare är:
- Våm[1] (förmage)
- Nätmage[2] (förmage)
- Bladmage[3] (förmage)
- Löpmage[4] (den egentliga magsäcken)